# Staffan Hellstrand
Staffan Hellstrand (født 13. maj 1956 i Stockholm, Sverige), er en svensk sanger.

## Diskografi

### Album
- Hemlös (1989)
- Den stora blå vägen (1991)
- Eld (1992)
- Regn (1993)
- Sot (1994)
- Pascha Jims dagbok (1996)
- Underland (1998)
- Underbar (1999)
- Starsång (2001)
- Socker & synder (2002)
- Elektriska gatan (2004)
- Motljus (2006)
- Spökskepp (2007)
- Staffan Hellstrand (2012)